# Campionati europei di ciclismo su pista 2020 - Americana maschile
L'americana maschile ai Campionati europei di ciclismo su pista 2020 si è svolta il 15 novembre 2020 presso il velodromo Kolodruma di Plovdiv, in Bulgaria.

## Podio
| Pos.    | Atleta                       | Nazionalità |
| ------- | ---------------------------- | ----------- |
| Oro     | Sebastián Mora Albert Torres | Spagna      |
| Argento | Ivo Oliveira Rui Oliveira    | Portogallo  |
| Bronzo  | Francesco Lamon Stefano Moro | Italia      |

## Risultati
200 giri (50 km) con sprint intermedi con punti ogni 10 giri
| Posizione | Atleti                                    | Nazione       | Punti giri | Punti sprint | Totale |  |
| --------- | ----------------------------------------- | ------------- | ---------- | ------------ | ------ |  |
| 1         | Sebastián Mora Albert Torres              | Spagna        |            | 51           | 51     |  |
| 2         | Ivo Oliveira Rui Oliveira                 | Portogallo    | 20         | 23           | 43     |  |
| 3         | Francesco Lamon Stefano Moro              | Italia        |            | 33           | 33     |  |
| 4         | Lev Gonov Nikita Bersenev                 | Russia        |            | 30           | 30     |  |
| 5         | Raman Tsishkou Jaŭheni Karalëk            | Bielorussia   |            | 12           | 12     |  |
| 6         | Tristan Marguet Lukas Rüegg               | Svizzera      |            | 12           | 12     |  |
| 7         | Andreas Graf Stefan Matzner               | Austria       |            | 7            | 7      |  |
| 8         | Denis Rugovac Daniel Babor                | Rep. Ceca     | -20        | 25           | 5      |  |
| 9         | Wojciech Pszczolarski Daniel Staniszewski | Polonia       | -20        | 2            | -18    |  |
| 10        | Vitaliy Hryniv Roman Gladysh              | Ucraina       | -40        | 3            | -37    |  |
| 11        | Matthew Walls Oliver Wood                 | Gran Bretagna | -40        | 34           | DNF    |  |
| 12        | Ziga Jerman Tilen Finkšt                  | Slovenia      | -60        |              | DNF    |  |
| DNS       | Christos Volikakis Zafeiris Volikakis     | Grecia        |            |              |        |  |
| DNS       | Itamar Einhorn Rotem Tene                 | Israele       |            |              |        |  |

- DNF = Ritirato
- DNS = Non partito